# Little Nemo : Les Aventures au pays de Slumberland
Pour les articles homonymes, voir Little Nemo (homonymie).
Pour plus de détails, voir Fiche technique et Distribution.
Little Nemo : Les Aventures au pays de Slumberland (NEMO/ニモ), est un film d'animation réalisé par Masami Hata et William T. Hurtz en 1989. Librement inspiré de la bande dessinée Little Nemo in Slumberland de Winsor McCay, le film a connu une longue phase de développement avec un certain nombre de scénaristes. Finalement, le scénario a été crédité à Chris Columbus et Richard Outten ; l'intrigue et le style des graphismes diffèrent de ceux de la bande dessinée. La bande originale a été écrite par les frères Sherman.

## Fiche technique
- Titre : Little Nemo : Les Aventures au pays de Slumberland
- Titre original : NEMO/ニモ
- Titre anglais : Little Nemo: Adventures in Slumberland
- Réalisation : Masami Hata et William T. Hurtz
- Scénario : Chris Columbus, Richard Outten, Jean Giraud et Yutaka Fujioka d'après le comics Little Nemo in Slumberland de Winsor McCay
- Musique : Thomas Chase et Steve Rucker
- Chansons : Frères Sherman
- Photographie : Hajime Hasegawa
- Montage : Takeshi Seyama
- Production : Yutaka Fujioka et Laurie MacDonald
- Société de production : TMS Entertainment
- Société de distribution : NDP (France) et Hemdale Picture Corporation (États-Unis)
- Pays de production :  Japon et  États-Unis
- Genre : Animation, aventure, comédie, fantasy et film musical
- Durée : 85 minutes
- Dates de sortie : 
  - Japon : 15 juillet 1989
  - États-Unis : 25 décembre 1989
  - France : 14 décembre 1994

## Doublage

### Version anglaise
- Gabriel Damon : Nemo
- Mickey Rooney : Flip
- René Auberjonois : le professeur Genius
- Danny Mann : Icarus
- Laura Mooney : la princesse Camille
- Bernard Erhard (en) : le roi Morpheus
- Bill Martin : le roi des cauchemars
- Alan Oppenheimer : Oomp
- Michael Bell : Oompy
- Sidney Miller (en) : Oompe
- Neil Ross : Oompa
- John Stephenson : Oompo / le capitaine de dirigeable
- Greg Burson : le père de Nemo / Flap
- Jennifer Darling : la mère de Nemo
- Sherry Lynn : Bon Bon

### Version française
- Peppino Capotondi : le professeur Genius
- Daniel Dury  : Flip, le crapaud comploteur
- Sabrina Leurquin : Princesse Camille
- Dominique Poulain : Princesse Camille (voix chantée)

## Autour du film
À cause de la grève des comédiens de doublage en 1994, le doublage du film n'a pas été réalisé en France mais en Belgique.